# Monumento a la Virgen Candelaria
El Monumento a la Virgen del Socavón o Virgen de la Candelaria es un monumento ubicado en el cerro Santa Bárbara, al oeste de la ciudad altiplánica de Oruro en Bolivia. La escultura fue inaugurada el 1 de febrero de 2013 y está situada a 3.845 metros sobre el nivel del mar, y es uno de los monumentos más altos y modernos del mundo.
La escultura mide en total 45,4 metros, de los cuales 8,60 metros están destinados a la base en la que funcionará una capilla con capacidad para 80 personas.
La corona de la Virgen fue trabajada en placas de aluminio, una estructura interior de fierro reticulado para mayor resistencia a la corrosión, pesa 500 kilos, tiene una altura de 4,80 metros con un diámetro de 4 metros, lleva incrustaciones de cristal, fabricadas en resina, para obtener una réplica adecuada a las de la imagen que se encuentra en el Santuario.
En la cúspide tiene un pararrayos e iluminación de seguridad, para ser divisada desde los aviones o helicópteros.
La gran escultura de la Virgen del Socavón pesa 1.500 toneladas y cuenta con ocho pisos internos. Para su construcción se invirtieron 1.3 millones de dólares.

## Historia

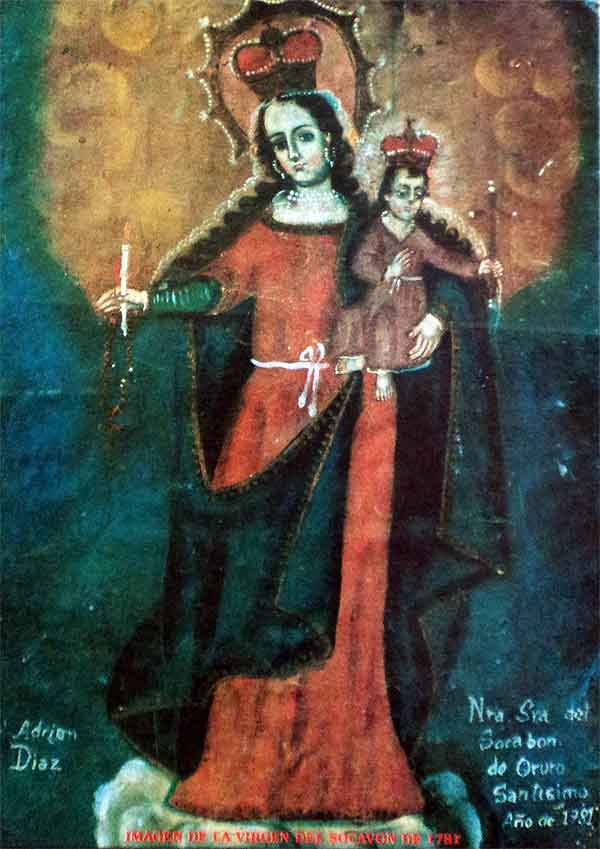
Imagen de la Virgen del Socavón de 1781, Oruro, Bolivia donde la Virgen del Socavón fue elegida como patrona de la ciudad y su culto se expandió en la región.

### Bendición del Papa Benedicto XVI
Su Santidad el papa Benedicto XVI celebró la bendición del monumento a la Virgen del Socavón semanas antes de su inauguración oficial, a través de un mensaje enviado por el anuncio apostólico monseñor Giambattista Diquattro, al obispo de la Diócesis de Oruro, monseñor Cristóbal Bialasik, en el que su santidad expresa su gozo y complacencia por la imagen de la Virgen María.

El Sumo Pontífice goza de que la imagen de la Madre de Dios y de la Iglesia pueda en su majestuosa belleza y solemne grandeza delinearse en el horizonte de Oruro como Madre de todos aquellos que con noble y generoso compromiso buscan el desarrollo civil, humano y espiritual de esa ciudad y de Bolivia... Pueda este extraordinario monumento, cuya belleza y grandeza tienen desde ahora una resonancia mundial fortalecer, desarrollar y confirmar en el corazón de todos los orureños el afecto filial a Dios Padre de nuestro Señor Jesucristo y Padre de toda la Humanidad... La Virgen del Socavón, Madre de ternura, ayude a todos los cristianos de Oruro a guardar encendido en su vida el cirio de la fe a su Hijo Jesús, a quién Ella sostiene en sus brazos y que ofrece por la salvación de todo ser humano... Con renovada y cordial expresión de fraternidad cercanía y en comunión de oraciones, envío la Bendición Apostólica del Santo Padre Benedicto XVI a su Excelencia Reverendísima, a los sacerdotes, religiosos, religiosas y laicos de su Diócesis y a cuantos se unirán al Sagrado Rito del 1 del próximo mes de febrero.
 Papa Benedicto XVI a través del Nuncio Apostólico en Bolivia

## Construcción

### Materiales

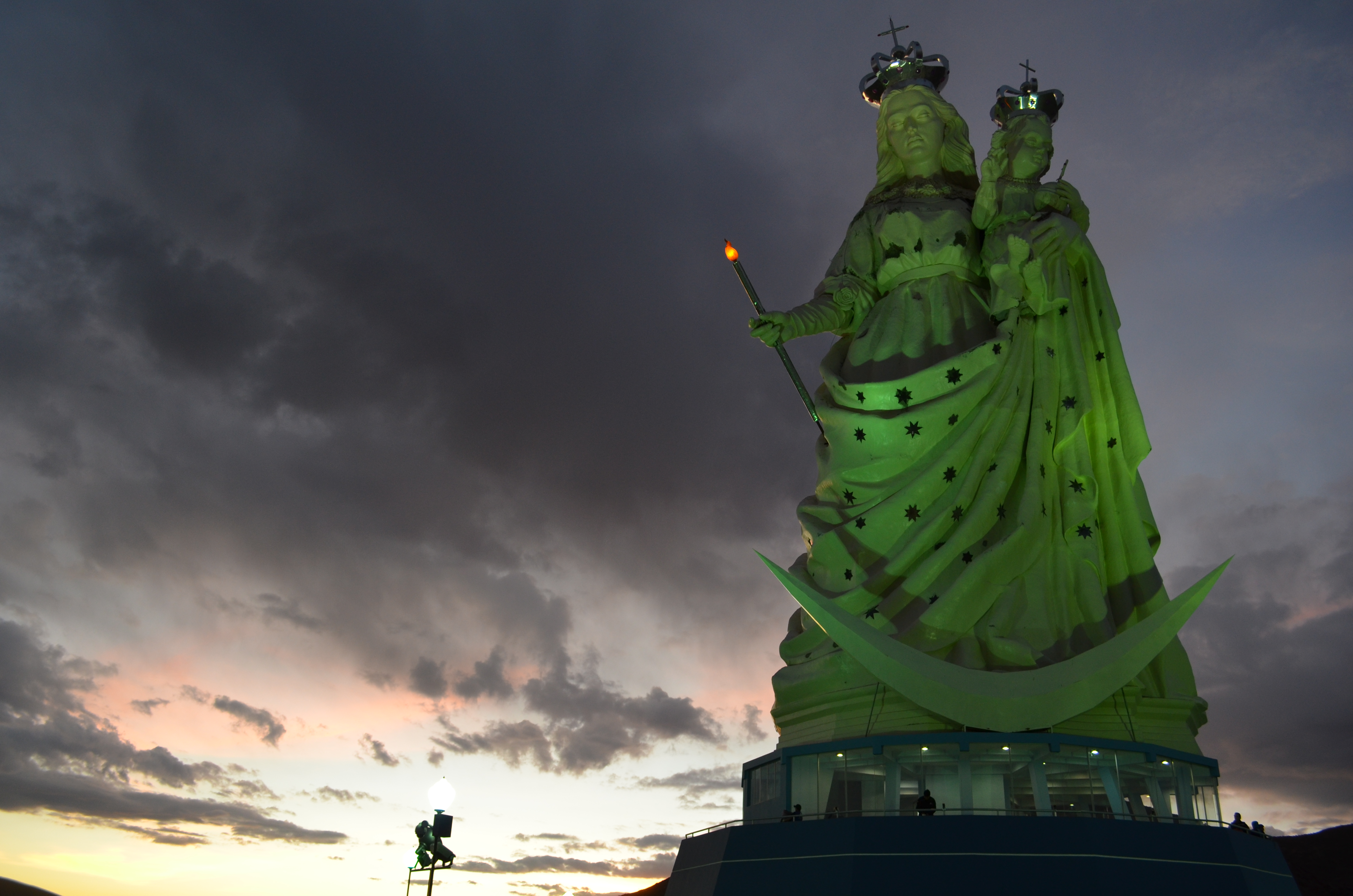
Virgen del Socavón iluminada de noche.

La escultura tiene 1.500 toneladas de estructura metálica, hormigón y ferrocemento. La corona de la Virgen fue trabajada en placas de aluminio, una estructura interior de fierro reticulado para mayor resistencia a la corrosión, pesa 500 kilos, tiene una altura de 4,80 metros con un diámetro de 4 metros, lleva incrustaciones de cristal, fabricadas en resina, para obtener una réplica adecuada a las de la imagen que se encuentra en el Santuario. En la cúspide tiene un pararrayos e iluminación de seguridad, para ser divisada desde los aviones o helicópteros.
En el área del manto de la Virgen hay 140 estrellas que a la vez son ventanas por donde se pueden apreciar varias zonas de la ciudad. El diseño escultórico consumió 47 por ciento del total del costo de la obra, un equivalente a 3,6 millones de bolivianos del presupuesto. Asimismo, se utilizó resina poliéster con protección ante los rayos ultravioleta y fibra de vidrio, tanto en la cabeza de la Virgen como el Niño Jesús que lleva en brazos. El cuerpo es de ferrocemento con una estructura metálica interior.

### Personal
La construcción corrió a cargo del consorcio integrado por Caabol SRL y Navla Ltda., además de la empresa escultórica “Formas 21". El personal empleado en la obra fue alrededor de 110 hombres y mujeres, entre obreros, profesionales y artistas, trabajaron para dar forma a la imponente imagen desde el año 2009 hasta el 1 de febrero de 2013, fecha de la inauguración.